# Les germanes Munekata
Munekata Kyōdai (宗方姉妹, Les germanes Munekata) és una pel·lícula dramàtica japonesa del 1950 dirigida per Yasujirō Ozu i protagonitzada per Kinuyo Tanaka i Hideko Takamine. S'ha subtitulat al català.

## Sinopsi
Com en totes les pel·lícules de l'últim període d'Ozu, la pel·lícula gira al voltant de la família, trencada entre la tradició i la modernitat.
Aquí, Setsuko i Mariko Munakata són germanes, però tot les separa. La Mariko prefereix gaudir de la seva joventut mentre la seva germana s'ha afanyat a casar-se amb Mimura que, a l'atur al final de la Segona Guerra Mundial, s'ha submergit en la beguda. La Mariko coneix l'Hiroshi, l'antic amant de la seva germana, i s'adona que encara tenen sentiments l'un per l'altre.

## Repartiment
- Kinuyo Tanaka: Setsuko Munakata
- Hideko Takamine: Mariko Munakata
- Ken Uehara: Hiroshi Tashiro
- Sanae Takasugi: Yoriko Mashita
- Chishū Ryū: Tadachika Munakata
- Sō Yamamura: Ryosuke Mimura
- Yūji Hori : Maejima
- Tatsuo Saitō: Jō Uchida

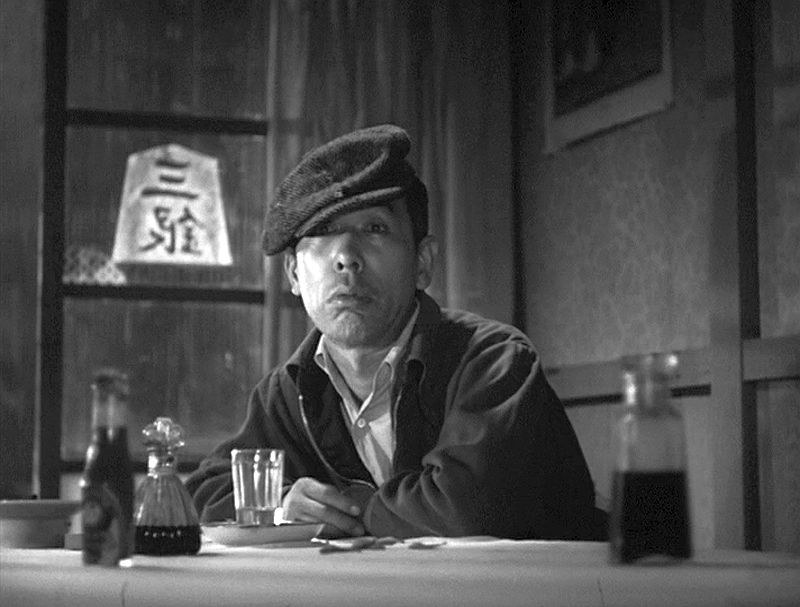
Reikichi Kawamura, un client del Sangin.

- Kamatari Fujiwara: El propietari del bar Sangin
- Noriko Sengoku: la cambrera del Sangin
- Reikichi Kawamura: un client del Sangin
- Yoshiko Tsubouchi: Mieko
- Setsuko Horikoshi: la serventa de l'hostal

## Al voltant de la pel·lícula
La revista Kinema Junpō situa la pel·lícula al 7è lloc en el seu rànquing de les deu millors pel·lícules japoneses de l'any 1950, és Mata au hi made (また逢う日まで) per Tadashi Imai que ocupa el primer lloc d'aquest rànquing aquell any.